# Luis Lagomarsino
Luis David Celestino Lagomarsino fue un intendente del Partido del Pilar, entre los años  1983 y 1987, año en que falleció.

## Sus comienzos
Vecino e intendente pilarense, más conocido como “Luiso”.Su familia, de origen italiano, llegó de Génova en 1920 para instalarse en la ciudad del Pilar. Su padre oficiaba de peluquero y su madre llegó a ser conocida en el pueblo por su labor como cocinera. El 8 de noviembre de 1925 nace “Luiso”, segundo hijo del matrimonio genovés y primero nacido en Argentina. Terminó sus estudios de 6.º grado en la actual Escuela N.º 1 de Pilar. A los diez años desempeñó su primer trabajo en compañía de otro niño: la venta de fruta en canastos con un cartel que anunciaba a “Los Dos Amigos”. Tiempo después fue canillita y cuidó coches en las ferias locales. Finalizados los estudios primarios, estrenó el oficio de albañil. Y en 1951 fue nombrado delegado de Trabajo y Previsión, tarea que desarrolló hasta que se produjo el “Cordobazo”, momento en el que vuelve a dedicarse a la construcción. Trabajo por años en la empresa Albayda, donde se ganó la confianza de su jefe. Y luego repartió queroseno prácticamente en todo el partido del Pilar. Su asociación comercial con Ferrarotti le permite inaugurar una estación de servicio sobre la Ruta Nacional 8, en la zona conocida como la “Curva del Mingo”.

## Carrera deportista
Durante sus primeros años de juventud fue boxeador aficionado; compitió en 22 peleas, perdiendo solo un combate y tomándose revancha. En ese sentido, en oportunidad de un acto en beneficio de los damnificados por el terremoto de San Juan, aceptó pelear contra Armando Rizo, por entonces el campeón marplatense. El resultado: Lagomarsino por poco encuentra la muerte en el segundo asalto. Luego, un viejo asistente le dijo: “Pibe, acá se necesitan dos: uno que dé y otro que reciba. Y vos vas a ser el que recibe si no podes dejar tu trabajo y dedicarte plenamente al boxeo”. Aceptada la recomendación se reencontró con este deporte en el servicio militar y solo entonces dedicó un tiempo a ser sparring. También jugó en el equipo de la segunda división de fútbol del club Peñarol, sin pena ni gloria. Disfrutaba del automovilismo y el turf.

## Carrera artística
“Como recitador era realmente bueno, hasta actué en radio. Eran tiempos difíciles, había que pagarse hasta el viaje para hacer una presentación ante los micrófonos“, comentaba Lagomarsino al diario Progreso en 1985. También integró varios elencos de teatro vocacional, con actuación en obras populares y sainetes que se celebraban en clubes de la zona. “Convocaban gran cantidad de público. Por ejemplo, la obra ´El Conventillo de la Paloma´ de Vacarezza fue todo un suceso”, expresaba Luiso por entonces.

## Vida política
Hasta los 19 años presidió la Juventud Radical, pero en 1945 comenzó a militar en el justicialismo. Es que cumplido el servicio militar y al reintegrarse a su labor de albañil descubrió que sus compañeros habían dejado el radicalismo. La razón aludida: “Mirá, acá ahora la campana toca a las 8 y salimos a las 12; toca a las 2 y salimos a las 6. Tenemos aguinaldo y nos respetan como trabajadores”, señalaban sus amigos. Lagomarsino vio allí una manifestación de la práctica la justicia social y se enroló en las filas del Partido Justicialista.Fue concejal entre 1953 y 1955. Y presidió el Justicialismo en 1978, y desde 1983 a 1987.En las elecciones de 1983 fue elegido intendente. Durante su primer mandato se cedieron los terrenos para la construcción de la Universidad del Salvador en el barrio La Lomita. El sábado 15 de agosto de 1987 se realizó, bajo la lluvia, la colocación de la piedra fundamental.Lagomarsino resultó reelecto intendente en las elecciones de 1987. Jura el 12 de diciembre para su segundo mandato.

## Fallecimiento
Dos días después de jurar su segundo mandato, tras estar reunido en un Almuerzo campestre en el Centro Tradicionalista El Pial, en la Localidad de Zelaya, se descompone y finalmente fallece en esa misma localidad. Él mismo tenía problemas cardiacos. Una multitud de vecinos despidió sus restos en el palacio municipal del Pilar. Hoy sus restos descansan en paz en el cementerio municipal del Pilar.

La localidad de Lagomarsino, del partido del Pilar, lleva como homenaje su apellido.
- Datos: Q5983730
- Multimedia: Luis Lagomarsino / Q5983730